# ○○妻
『○○妻』（まるまるづま）は、2015年1月14日から3月18日まで毎週水曜日22:00 - 23:00に、日本テレビ系の「水曜ドラマ」枠で放送された日本のテレビドラマ。 
遊川和彦脚本によるドラマオリジナル作品で、『家政婦のミタ』の制作スタッフが再集結して制作される。柴咲コウは本作が連続ドラマ単独初主演となる。
ドラマのタイトルとなっている『○○妻』の○○には主人公夫婦の重大な秘密が隠されており、放送前には第1話でその真相が明かされると報道された。第1話ではそれが「契約結婚」であることが明らかになったが、制作側は『○○妻』は「契約妻」ではないとしている。
視聴率は後述のようにまずまずの結果となったが、結末がハッピーエンドではなく主人公が死亡するという展開であったため、そのことについて否定的な意見が目立ったという。

## あらすじ
ニュースキャスター・久保田正純と、その妻・ひかりは、誰もが認める理想の夫婦。しかし、実はこの夫婦には様々な秘密があった。ひかりは婚姻届を出していない契約妻であり、3年毎に契約書を更新していたのだ。6年続けてきた契約での夫婦生活から、本当の夫婦になりたいと思った正純が契約更新を拒否し、プロポーズを申し出ると、ひかりは即断り、出ていってしまった。そこから多くの困難が訪れる。

## キャスト

### 久保田家とその親族
○○妻 / 井納 ひかり
演 - 柴咲コウ
本作の主人公。正純の契約妻。元看護師。正純との間に婚姻届を提出しておらず、3年毎に更新される契約書を交わす。正純の自宅があるセントラルシティータワー2501号室で同居している。また、18歳の時に一人で産み育てた自身の子供をネグレクトにより死なせた過去がある。
ストーリー終盤にて、ようやく正式な結婚に踏み切ったが、不良たちに絡まれた正純を守ろうとして転倒した後、死亡する。
久保田 正純〈42〉
演 - 東山紀之
NEWS LIFEキャスター。ひかりの契約夫。
久保田 作太郎〈満75歳没〉
演 - 平泉成
正純の父。脳梗塞で倒れ、意識不明の重体に陥りその後亡くなる。
久保田 仁美〈77〉
演 - 岩本多代
正純の母。夫・作太郎の投資の失敗により莫大な借金を背負い、自宅も抵当に入ったために住めなくなり、子供たちの家をたらい回しにされた結果、ひかりの提案で正純の家で暮らすことになる。
河西 美登利〈47〉
演 - 渡辺真起子
正純の姉。久保田家長女。
久保田 実結〈44〉
演 - 奥貫薫
正純の姉。久保田家次女。マルチ商法やカルト系新興宗教に手を出し、これまで家族に迷惑を掛けてきたが、現在もマルチ商法に近い健康食品会社で働く。
河西 大輝〈13〉
演 - 浦上晟周
美登利の息子。中学生。
河西 成美〈5〉
演 - 平澤宏々路
美登利の娘。小学校受験を控える。
井納 千春〈54〉
演 - 黒木瞳
ひかりの母。

### NEWS LIFE
板垣 雅己〈32〉
演 - 城田優
プロデューサー。報道記者をしていた久保田正純に惚れ込み、番組を始めても長続きしないだろうという懐疑的な上層部の意見もあったが、そのような声も押し切り、正純を主力とした『NEWS LIFE』を立ち上げる。
風谷 愛〈25〉
演 - 蓮佛美沙子
岸 伸一
演 - 中林大樹
竹下 橙子
演 - Sharo
三木 武
演 - 木戸邑弥

### その他
テレビCMの子役
演 - 鈴木福
劇中に登場する架空のテレビCM・「善寿堂」の線香「潤清香」に出演

### ゲスト
第1話
丸山 純一（まるやま じゅんいち）
演 - 小市慢太郎
ノーベル賞候補に名前が挙がったこともある小説家。ひかりに脅され、News Life出演を了承する。
第2話
吉田 繁子（よしだ しげこ）
演 - 柳谷ユカ
女性を守る会代表。
タクシー運転手
演 - 太川陽介（友情出演）

## スタッフ
- 脚本 - 遊川和彦
- 音楽 - 池頼広
- 演出 - 猪股隆一、日暮謙、鈴木勇馬
- 演出補 - 伊藤彰記
- 主題歌 - 椎名林檎「至上の人生」（ユニバーサルミュージック / Virgin Records）[7]
- 脚本協力 - 小島剛人
- 美術デザイン - 高野雅裕、渡辺俊太
- プロット協力 - 塩塚夢、谷岡由紀
- タイトルバック - 熊本直樹、山崎南海子
- 報道監修 - 清水潔
- 法律監修 - 吉羽真一郎
- 医療監修 - 中澤暁雄、山本昌督
- 看護指導 - 石田喜代美
- 劇中料理 - 赤堀博美
- チーフプロデューサー - 伊藤響
- プロデューサー - 大平太、福井宏、太田雅晴
- 協力プロデューサー - 田上リサ
- 制作協力 - 5年D組
- 製作著作 - 日本テレビ

## 放送日程
| 各話                                                           | 放送日  | サブタイトル                                                    | 演出     | 視聴率 |
| -------------------------------------------------------------- | ------- | --------------------------------------------------------------- | -------- | ------ |
| 第1話                                                          | 1月14日 | 完璧な姿に隠された夫の知らない5つの顔…今夜1つ明かされる！       | 猪股隆一 | 14.4%  |
| 第2話                                                          | 1月21日 | なぜ、彼女は契約結婚にこだわるのか!? 夫に言えない秘密とジレンマ | 猪股隆一 | 15.2%  |
| 第3話                                                          | 1月28日 | 契約夫婦が選んだ偽りの生活…夫を救った妻に下された非情の宣告！   | 猪股隆一 | 13.9%  |
| 第4話                                                          | 2月04日 | 朝帰り、暴力子作り強要…壊れていく夫に妻が明かした祈りの告白！   | 日暮謙   | 15.2%  |
| 第5話                                                          | 2月11日 | 決死の告白！こんな女でもいいなら結婚してください！              | 猪股隆一 | 14.7%  |
| 第6話                                                          | 2月18日 | 結婚しようって本当ですか？過去を許せますか？妻の祈りに夫は…？   | 猪股隆一 | 13.3%  |
| 第7話                                                          | 2月25日 | 私の存在があなたを苦しめてるなら最後にこの言葉を捧げます        | 鈴木勇馬 | 14.3%  |
| 第8話                                                          | 3月04日 | 死ぬことさえ許されないなら…最後にあなたの胸で泣かせてください   | 日暮謙   | 12.9%  |
| 第9話                                                          | 3月11日 | もう何もいらない。おまえさえいてくれれば！遅すぎた夫の決断      | 猪股隆一 | 13.9%  |
| 最終話                                                         | 3月18日 | 妻よ！これが俺の最後の答えだ                                    | 猪股隆一 | 14.7%  |
| 平均視聴率 14.3%（視聴率はビデオリサーチ調べ、関東地区・世帯） |         |                                                                 |          |        |